# Fond Petit
Fond Petit es una localidad de Santa Lucía, que forma parte del distrito de Dennery.